# Transistor a base comune

Circuito a base comune NPN

In elettronica, il transistor a base comune è una configurazione del transistor a giunzione bipolare usata comunemente come buffer di corrente.
In tale configurazione la corrente è dovuta essenzialmente alle lacune, e la corrente {\displaystyle I_{C}} è completamente determinata dalla corrente {\displaystyle I_{E}} e dalla tensione {\displaystyle V_{CB}=V_{C}}. Inoltre la tensione {\displaystyle V_{EB}} è anche determinata da queste due variabili allora si può graficare la caratteristica d'uscita:
{\displaystyle I_{C}=f_{1}(V_{CB},I_{E})}
Il grafico della caratteristica di uscita ha in ascissa la {\displaystyle V_{CB}=V_{C}}, in ordinata {\displaystyle I_{C}} e viene parametrizzata in base ai valori di {\displaystyle I_{E}}, mantenendo costante {\displaystyle V_{EB}}. Come si nota vi sono tre regioni caratteristiche che sono anche generali, in tutte le configurazioni le regioni sono sempre quelle attiva, di interdizione e di saturazione.
Nel caso di transistor pnp a base comune la regione attiva è il caso in cui la giunzione {\displaystyle J_{C}} è polarizzata inversamente e {\displaystyle J_{E}} è polarizzata direttamente. Essa è rappresentata nella figura come una zona approssimativamente lineare.
Per quanto riguarda la regione di saturazione essa è identificata dal fatto che entrambe le giunzioni sono polarizzate direttamente: in questo caso grandi variazioni delle correnti producono solo piccolissime variazioni della tensione di collettore {\displaystyle V_{CB}=V_{C}\simeq 0}. Questa tensione è positiva in questa zona (si ricordi che siamo in zona di saturazione) e questo significa che abbassando la barriera di potenziale della giunzione {\displaystyle J_{C}}, la corrente può fluire liberamente attraverso tutto il transistor. Per alti valori di {\displaystyle V_{C}} la corrente diventa persino positiva, infatti nel verso delle correnti entranti (scelto come riferimento) la corrente {\displaystyle I_{C}} risulta essere negativa (uscente) in base alla (1), quindi sempre in base alla (1) può succedere che il secondo addendo al secondo membro diventi più grande del primo addendo.
Nella zona di interdizione (cut-off) entrambe le giunzioni sono polarizzate inversamente, questo provoca un innalzamento delle barriere di potenziale alle giunzioni che impediscono (interdicono) il passaggio di corrente cioè {\displaystyle I_{E}=0} e quindi {\displaystyle I_{C}=I_{C0}}, quindi c'è una leggerissima corrente inversa (dell'ordine quasi sempre del microampére).
Da notare che anche la tensione base-emettitore può essere rappresentata con un grafico:
{\displaystyle V_{EB}=f_{2}(V_{CB},I_{E})}
mantenendo {\displaystyle I_{C}} costante.

## Caratteristiche
Alle basse frequenze, usando il modello a Pi greco ibrido, si possono ricavare le seguenti caratteristiche a "piccolo segnale".
(Le linee parallele indicano componenti in parallelo.)
|                        | Definizione | Espressione | Espressione approssimata                                                                             | Condizioni al contorno                                                |
| ---------------------- | --- | --- | --- | --------------------------------------------------------------------- |
| Guadagno in tensione   | {\displaystyle {A_{v}}={\begin{matrix}{v_{\mathrm {o} } \over v_{\mathrm {i} }}\end{matrix}}{\Big \|}_{R_{L}=\infty }} | {\displaystyle {\begin{matrix}{\frac {(g_{m}r_{\mathrm {O} }+1)R_{C}}{R_{C}+r_{O}}}\end{matrix}}}                                | {\displaystyle {\begin{matrix}g_{m}R_{C}\end{matrix}}}                                               | {\displaystyle r_{O}\gg R_{C}}                                        |
| Guadagno in corrente   | {\displaystyle A_{i}={\begin{matrix}{i_{\mathrm {o} } \over i_{\mathrm {i} }}\end{matrix}}{\Big \|}_{R_{L}=0}}         | {\displaystyle {\begin{matrix}{\frac {r_{\pi }+\beta r_{O}}{r_{\pi }+(\beta +1)r_{O}}}\end{matrix}}{\begin{matrix}\end{matrix}}} | {\displaystyle 1}                                                                                    | {\displaystyle \beta \gg 1}                                           |
| Resistenza di ingresso | {\displaystyle R_{\mathrm {in} }={\begin{matrix}{\frac {v_{i}}{i_{i}}}\end{matrix}}}                                   | {\displaystyle {\begin{matrix}{\frac {(r_{O}+R_{C}\\|R_{L})r_{E}}{r_{O}+r_{E}+{\frac {R_{C}\\|R_{L}}{\beta +1}}}}\end{matrix}}}  | {\displaystyle r_{E}\left(\approx {\frac {1}{g_{m}}}\right)}                                         | {\displaystyle r_{O}\gg R_{C}\\|R_{L}\ \ \left(\beta \gg 1\right)}    |
| Resistenza di uscita   | {\displaystyle R_{\mathrm {out} }={\begin{matrix}{\frac {v_{o}}{-i_{o}}}\end{matrix}}{\Big \|}_{v_{s}=0}}              | {\displaystyle R_{C}\\|\{[1+g_{m}(r_{\pi }\\|R_{S})]r_{O}+(r_{\pi }\\|R_{S})\}}                                                  | {\displaystyle R_{C}\|\|r_{O}} {\displaystyle R_{C}\|\|\left[(r_{\pi }//R_{S})(1+g_{m}r_{O})\right]} | {\displaystyle \ \ R_{S}\ll r_{E}} {\displaystyle \ \ R_{S}\gg r_{E}} |